# Мухидов, Дамир
Дамир Мухидов (узб. Damir Muhidov) — узбекский самбист, чемпион мира 2004 года среди юниоров, бронзовый призёр этапа Кубка мира 2007 года в Уральске, серебряный (2008) и бронзовый (2005) призёр чемпионатов мира, чемпион соревнований по самбо Всемирных игр 2010 года, мастер спорта Узбекистана международного класса. Выступал в первой полусредней весовой категории (до 68 кг). Также участвовал в чемпионате мира 2011 года в Вильнюсе, где занял пятое место.